# Vattenmelonssläktet
Vattenmelonssläktet (Citrullus) är ett släkte i familjen gurkväxter med fyra arter från Afrika. Två odlas i Sverige. 
Släktet innehåller ett- till fleråriga örter som är strävhåriga. Stjälkarna är krypande eller klättrande med spiralvridna klängen. Bladen är strödda, Djupt handflikiga med tre upprepat och djupt flikiga lober. Blommorna sitter i bladvecken och är enkönade med han- och honblommor på samma planta. Kronan är djupt femflikig och gul. Hanblommorna med tre ståndare. Fruktämnet är undersittande. Frukten är ett bär med många stora platta frön.  
Släktnamnet Citrullus är en diminutivform av Citrus, det vetenskapliga släktnamnet för citrusfrukterna.
Arter enligt Catalogue of Life:
- kolokvint (Citrullus colocynthis)
- Citrullus ecirrhosus
- vattenmelon (Citrullus lanatus)
- Citrullus mucosospermus
- Citrullus rehmii

## Bildgalleri

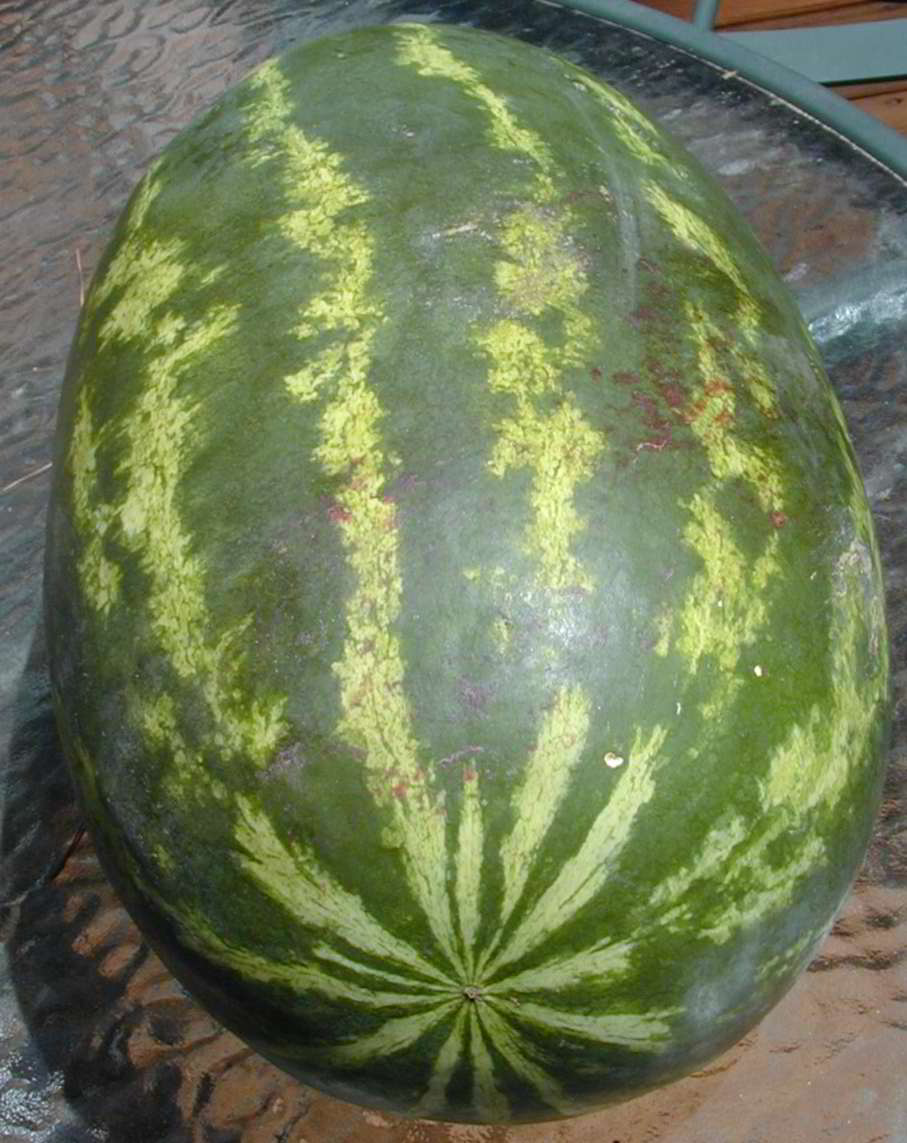
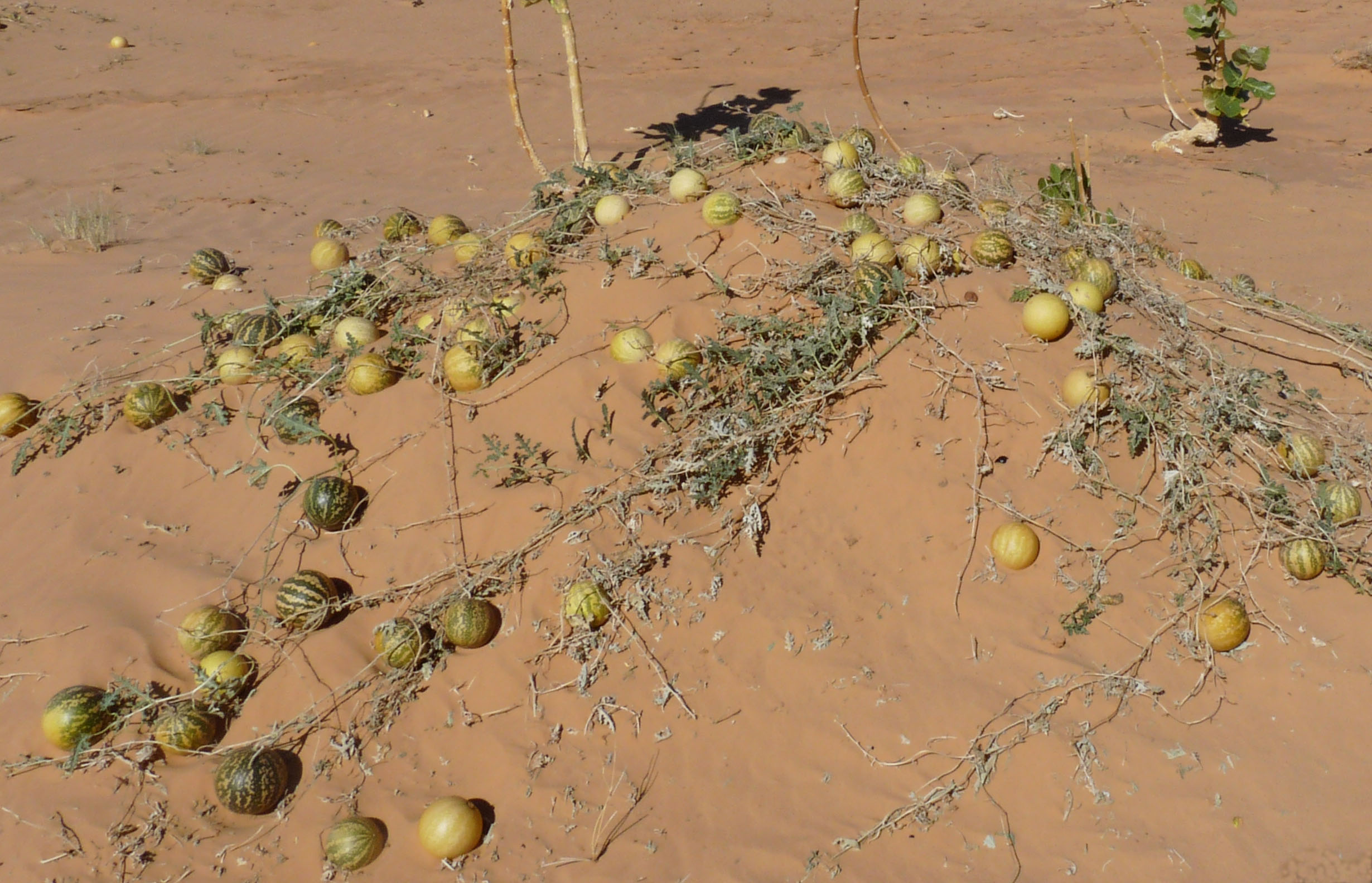
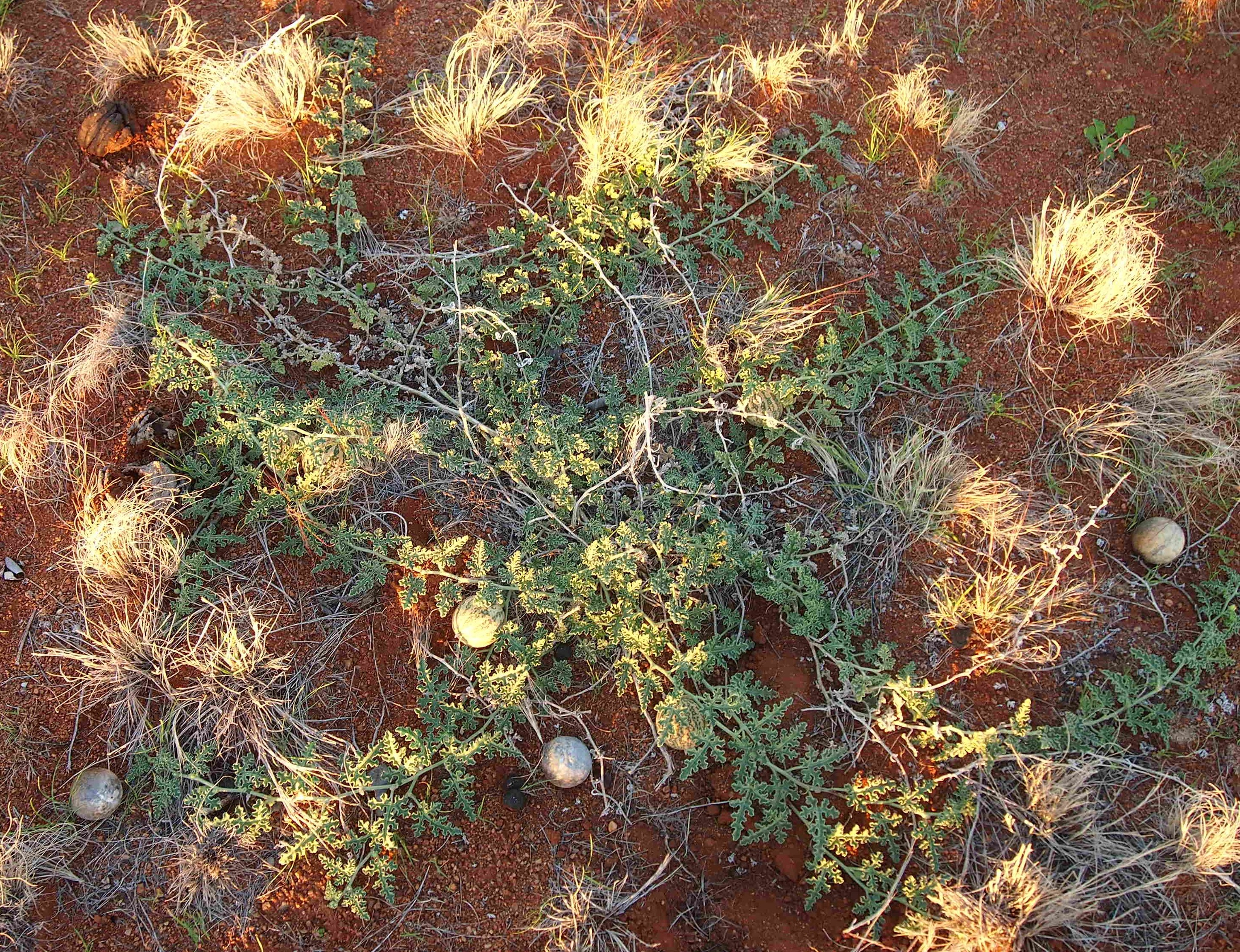